# 2MASX J02425483+4056037
2MASX J02425483+4056037 ist eine Galaxie im Sternbild Perseus am Nordsternhimmel. Sie ist schätzungsweise 1 Milliarde Lichtjahre von der Milchstraße entfernt und hat einen Durchmesser von etwa 220.000 Lichtjahren. Vom Sonnensystem aus entfernt sich das Objekt mit einer errechneten Radialgeschwindigkeit von näherungsweise 23.300 Kilometern pro Sekunde.

## Galaktisches Umfeld
| Nr. | Galaxie                 | Alternativname            | Rek           | Dek           | Distanz/asec |
| --- | ----------------------- | ------------------------- | ------------- | ------------- | ------------ |
| →   | 2MASX J02425483+4056037 | WISEA J024254.81+405603.8 | 02h42m54.83s  | +40d56m03.8s  | 0            |
| 1   | LEDA/PGC 10289          | UGC 2186                  | 02h43m07.24s  | +41d03m51.9s  | 488.54       |
| 2   | LEDA/PGC 2174646        | 2MASX J02415391+4102070   | 02h41m53.890s | +41d02m07.14s | 779.81       |
| 3   | LEDA/PGC 2172692        | 2MASX J02414330+4054150   | 02h41m43.30s  | +40d54m15.0s  | 818.04       |